# San Pedro de Gaíllos (kommunhuvudort)
San Pedro de Gaíllos är en kommunhuvudort i Spanien.   Den ligger i provinsen Provincia de Segovia och regionen Kastilien och Leon, i den centrala delen av landet, 90 km norr om huvudstaden Madrid. San Pedro de Gaíllos ligger 990 meter över havet och antalet invånare är 368.
Terrängen runt San Pedro de Gaíllos är lite kuperad. Runt San Pedro de Gaíllos är det mycket glesbefolkat, med 7 invånare per kvadratkilometer. Närmaste större samhälle är Sepúlveda, 9,6 km nordost om San Pedro de Gaíllos. Trakten runt San Pedro de Gaíllos består till största delen av jordbruksmark.